# Sphrageidus virguncula
Sphrageidus virguncula är en fjärilsart som beskrevs av Walker 1855. Sphrageidus virguncula ingår i släktet Sphrageidus och familjen tofsspinnare. Inga underarter finns listade i Catalogue of Life.